# قاراقاشلی (نفت‌چاله)
قاراقاشلی (به لاتین: Qaraqaşlı) یک منطقه مسکونی در جمهوری آذربایجان است که در شهرستان نفت‌چاله واقع شده است. قاراقاشلی ۲۴۶۹ نفر جمعیت دارد.